# 2033 Basilea
2033 Basilea eller 1973 CA är en asteroid i huvudbältet som upptäcktes den 6 februari 1973 av den Schweiziska astronomen Paul Wild vid Observatorium Zimmerwald. Den har fått sitt namn efter den Schweiziska staden Basel.
Asteroiden har en diameter på ungefär 5 kilometer.